# Denkmalorgel

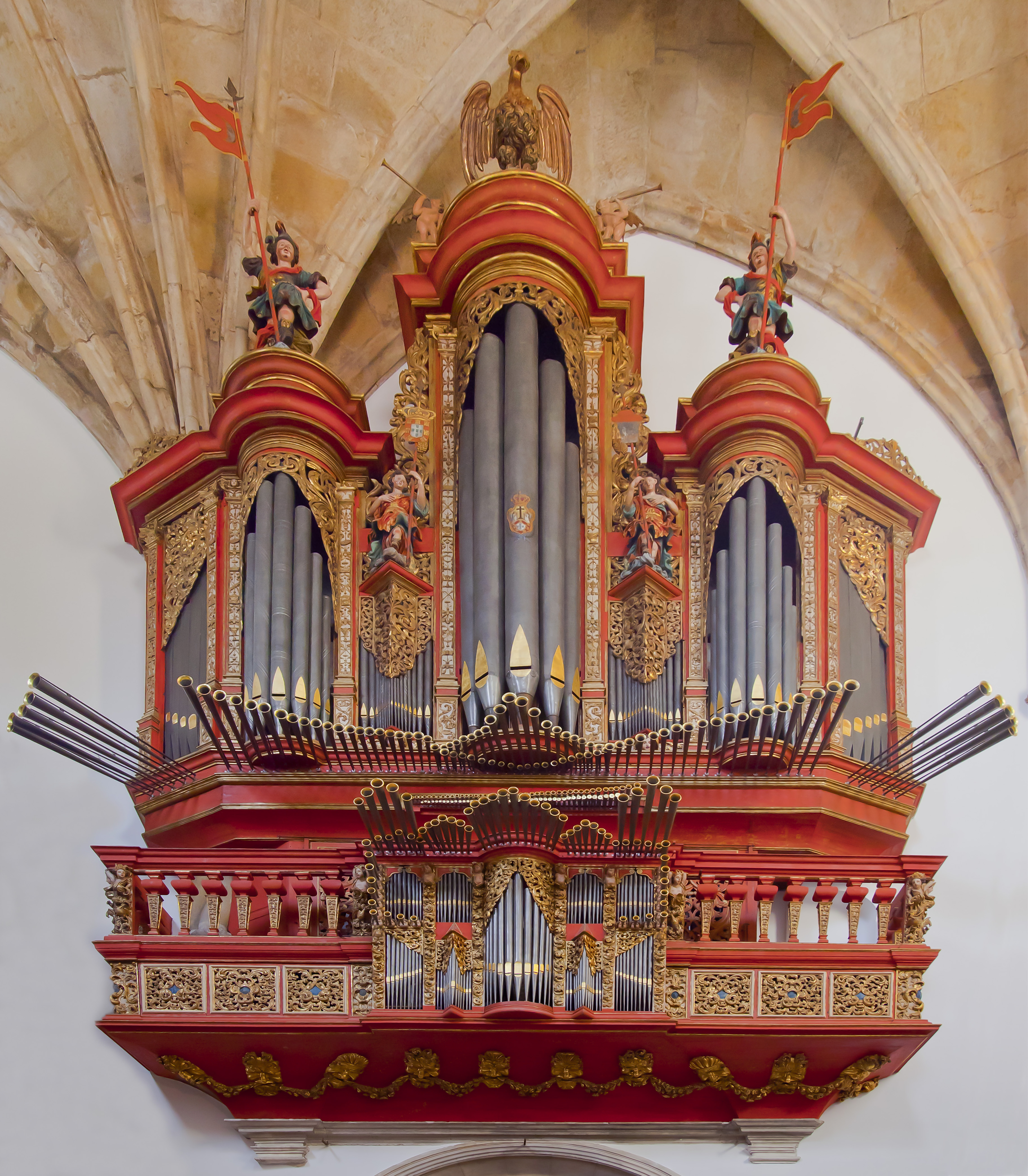
Orgel des Klosters Santa Cruz in Coimbra (Portugal)

Eine Denkmalorgel ist eine historische Orgel von regionaler oder überregionaler Bedeutung. Sie stellt ein Kulturgut dar, ist ein wertvoller Bestandteil des Raumes und ist untrennbar mit ihm verbunden. Sie steht in der Regel unter Denkmalschutz. Den Begriff prägte um 1920 die Orgelbewegung, welche die Rückbesinnung auf den historischen Orgelbau zum Ziel hatte.

## Geschichtliche Entwicklung
Noch vor wenigen Jahrzehnten galt als historischer und damit schützenswerter Typus nur derjenige der Barockorgel. Später gebaute Instrumente wurden entsprechend einem jeweils zeitgemäßen Ideal umgestaltet und damit mehr oder weniger zerstört. Durch die Vereinheitlichung des Geschmacks ist es zu einer Verarmung der lokalen Orgellandschaften gekommen. In den letzten Jahren setzte ein Umdenken ein. Durch die Wiederentdeckung der Spätromantischen Orgelmusik entstand regelrecht eine Neoromantikbewegung. Folglich galten Orgeln der vorletzten Jahrhundertwende zunehmend als schützenswert. Derzeit versucht man, Fehler der Nachkriegszeit zu vermeiden und bewahrt Instrumente des 20. Jahrhunderts und Orgeln, die in letzten Jahren entstanden sind. Instrumentenbauer jeder Epoche haben gute Instrumente geschaffen, und sie konnten den Geist und die musikalische Aussage ihrer Zeit vermitteln. Daher spielt es keine Rolle, ob eine Orgel 30 oder 300 Jahre alt ist. Stilentsprechende Orgelmusik kann auf einer Denkmalorgel in originaler Klanggestalt dargestellt werden.

## Unterscheidung nach geschichtlichen Aspekten
Man unterscheidet nach dem geschichtlichen Erhaltungsgrad zwischen der „musealen Denkmalorgel“ und der „gewachsenen Denkmalorgel“. Dabei stehen sich die beiden Typen gleichwertig gegenüber, da jedes Instrument seine eigene Geschichte repräsentiert.
Bei der „musealen Denkmalorgel“ handelt es sich um ein Instrument, das aus Gründen der Qualität oder oft aus finanziellen Gründen nie stärker verändert wurde. Der Originalitätsgrad ist bei so einem Instrument sehr hoch. Als Beispiel gilt die Orgel der Klosterkirche in Maihingen oder die Große Orgel der Wiener Votivkirche.
Bei der „gewachsenen Denkmalorgel“ wurde das Instrument auf einen bestimmen Zweck hin ausgerichtet. Das technische und klangliche Konzept ist schlüssig, eine Rekonstruktion auf eine frühere Situation wäre rein spekulativ und würde eine anerkannt gelungene Orgel zerstören. Als Beispiel wäre hier die Brucknerorgel des Stiftes Sankt Florian zu nennen.

## Umgang mit Denkmalorgeln
Bei Renovierungen und Reparaturen muss sehr überlegt vorgegangen werden. Es geht um ein Konservieren des gewachsenen Zustandes, der selbst auch schon historisch ist. Dabei muss die Spielbarkeit des Instrumentes stets gewährleistet sein. So muss eine Restaurierungsmaßnahme immer das komplette Instrument berücksichtigen.
Die Arbeiten werden in der Regel unter folgenden Gesichtspunkten ausgeführt:
- das historische Material muss so schonend wie möglich behandelt werden
- Instrumente oder Teile derselben, die älter als 100 Jahre sind, stehen prinzipiell unter Denkmalschutz
- Veränderungen und Umbauten sind von gleicher Qualität wie die Originalsubstanz zu fertigen
- es werden Bauteile möglichst am Originalplatz belassen, um durch einen unnötigen Abbau keine Folgeschäden zu verursachen
- eigene technische und klangliche Vorstellungen sind zurückzustellen
- konstruktionsbedingte Mängel werden nicht bedingungslos korrigiert, sondern es wird bewusst damit umgegangen
- Gebrauchsspuren werden belassen, so wie sie vorgefunden wurden
- schwerwiegende Eingriffe in die Originalsubstanz, die die Orgel vom Originalzustand entfernen, sind zu vermeiden
- weitgreifende Änderungen sind nur bei neuzeitlich angefertigten Teilen möglich
- eine umfassende Dokumentation der durchgeführten Arbeiten ist zu erstellen, die bereits die ersten Arbeitsschritte beinhaltet
- abgebaute Originalteile werden (instrumentennah) eingelagert und dürfen nicht entsorgt werden
- eine Restaurierung soll im Erscheinungsbild des Instrumentes nicht sichtbar sein

## Planung und Aufsicht
Zu Entscheidungen über eine umfangreichere bautechnische Maßnahme muss ein Orgelsachverständiger hinzugezogen werden. Manche Landeskirchen verlangen sogar bei allen Arbeiten, die über Wartung, Reinigung und Holzschutz hinausgehen, einen zweiten Sachverständigen hinzu zu ziehen. Vor sehr umfangreichen Arbeiten wird bei manchen Projekten eine Expertenkommission gebildet, die über die möglichen Maßnahmen beratschlagt oder ein gutachtengestütztes Gesamtkonzept festlegt. Dennoch muss das Restaurierungskonzept flexibel gehandhabt werden, wenn beim Abbau unvermutet eine neue historische Spurenlage erkennbar wird. Die ausführende Orgelbaufirma wird nach speziellen Erfahrungen und Kenntnisse sowie Einfühlungsvermögen in das jeweilige Instrument ausgesucht. Dafür werden oft Zuschüsse für eine Restaurierung von kommunalen Behörden und der behördlichen Denkmalpflege gewährt.

## Denkmalorgeln (Auswahl)
- Orgel der Basilique de Valère in Sion
- Orgel der Rysumer Kirche
- Orgeln der Basilika San Petronio in Bologna
- Festorgel der Stiftskirche Klosterneuburg in Klosterneuburg
- Orgel der Teynkirche in Prag
- Orgel der Schlosskirche in Lahm (Itzgrund)
- Orgel im Kloster Weißenau
- Orgel der St.-Bavo-Kirche in Haarlem
- Hauptorgel der Basilika St. Martin in Weingarten (Württemberg)
- Marienorgel des Domes in Augsburg
- Orgel des Doms in Schwerin
- Steinmeyer-Orgel der Christuskirche in Mannheim
- Orgel der Weihnachtskirche in Berlin-Haselhorst
- Ott-Orgel der Markuskirche in München